# Beate Dölling
Beate Dölling (* 1961 in Osnabrück) ist eine deutsche Schriftstellerin. Die frühere Hörfunk-Journalistin wurde vor allem mit ihren Kinder- und Jugendbüchern bekannt.

## Leben
Seit sie 1982 zum Studium nach Berlin kam, hat sie dort ihren Hauptwohnsitz. Von 1988 bis 2001 arbeitete sie als Hörfunk-Journalistin beim RIAS Berlin, dem späteren Deutschlandradio Kultur, vor allem in der Abteilung Kinderfunk. Sie erstellte indes Features, Reportagen und akustische Collagen auch für Literatur-, Kultur- und Musikredaktionen. Beim NDR, HR, Radio Bremen und SFB wurden ihre Arbeiten teils ebenfalls gesendet.
Sie verfasste Artikel und Rezensionen für zahlreiche Tageszeitungen, darunter Der Tagesspiegel und Süddeutsche Zeitung, sowie für Zeitschriften wie z. B. spielen & lernen. Als Pädagogin war sie zudem Dozentin an Volkshochschulen und Leiterin mehrerer Schreibwerkstätten an Grundschulen und Gymnasien, darunter auch deutsch-spanische (Joan-Miró-Schule, Berlin) und deutsch-polnische Schreibwerkstätten (Frankfurt/Oder). Teils wurden sie organisiert von der Akademie der Künste Berlin. Sie gab auch Creative-Writing-Workshops für Lehrer und Juristen.
Einige Jahre hat sie in einem Dorf in der Nähe von Seelow gewohnt und lebt nun mit ihrer Tochter wieder in Berlin-Kreuzberg.

## Werke

### Jugendliteratur
- Totalabsturz. Carlsen, Hamburg 2015, ISBN 978-3-551-31355-3.
- Du bist sowas von raus!, Gabriel Verlag 2013
- Lügenbeichte, Thriller, dtv 2012 (mit Didier Laget)
- The Pommes – Zerreissprobe, 1. Band, Schott 2010 (mit Didier Laget)
- The Pommes – Lampenfieber, 2. Band, Schott 2010 (mit Didier Laget)
- Auf dem Dach, Thriller, Sauerländer 2010 (mit Didier Laget)
- The Pommes – Drummer Gesucht!, 1. Band, Schott 2009 (mit Didier Laget)
- Küsse kennen keine Grenzen, dtvgirl, 2008 (mit Didier Laget)
- Steffi wird berühmt, Sauerländer, 2008 (mit Didier Laget)
- Alles Bestens, Beltz & Gelberg, 2007
- Auf die Liebe, fertig, los, dtv girl 2007
- Kim liebt Kai, Sauerländer, 2007 (mit Didier Laget)
- Schutzfaktor 18,  Beltz & Gelberg, 2004
- Hör auf zu trommeln, Herz, Beltz & Gelberg, 2003
- Mama verliebt, dtv junior, 2003

### Kinderbücher
- Sechste Stunde Dr. Schnarch,  dtv junior 2013
- Ein Austauschschüler für Luise, Duden Lesedetektive,  4. Klasse, 2012 (mit Didier Laget)
- Wild auf Fußball, dtv, 2010
- Sommerglück und Idiotenpech, Beltz & Gelberg, 2009
- Wirbel um Cello, dtv junior 2008
- Anpfiff für Ella, dtv junior 2006
- Kaninchen bringen Glück, Beltz & Gelberg, 2005
- Auch zwei sind eine Bande, dtv junior, 2004

### Erstlesebücher
- Gruselgeschichten, Duden Lesedetektive 2. Klasse  2013, (mit Didier Laget)
- Pferdegeschichten, Duden Lesedetektive, 1. Klasse, 2012
- Ein Pflegepferd für Lina, Duden Lesedetektive, 1. Klasse, 2011
- Großer Bruder gesucht, Duden Lesedetektive, 2010 (mit Didier Laget)
- Ein Bär reißt aus, Duden Lesedetektive, 2009 (mit Didier Laget)
- Das gefundene Geld, Duden Lesedetektive, 2007
- Karl Feuerstark erzählt unglaubliche Geschichten, Duden/Haba 2007
- Franzi und das falsche Pferd, Duden Lesedetektive, 1. Klasse 2006

### Bilderbücher
- Jim-Knopf-Bilderbücher (auch Pappen) nach Motiven von Michael Ende, Thienemann-Verlag[3]
- Kein Schwein liebt mich, Thienemann-Verlag 2007
- Prahlgänschen, Thienemann, 2005
- Das Regenspiel, Thienemann, 2004

### Hörspiele
- Der Hundekönig von Kreuzberg, Hörspiel (52’30 Min.) Deutschlandradio Kultur, Ursendung: 26. Dezember 2010, Wiederholung: 2012
- Die Revolte der Haushaltsgeräte (20’00 Min.) Deutschlandradio Kultur, 15. Mai 2012
- Am seidenen Faden – eine Spinnengeschichte (24’10 Min) Deutschlandradio Kultur, 25. September 2007, Wiederholung: 2010
- Warum der Nikolaus am 6. Dezember kommt (22’30 Min), Deutschlandradio Kultur, 6. Dezember 2012

## Auszeichnungen
- 2007 Prix Chronos,  für „Kaninchen bringen Glück“
- 2007 Buch des Monats Juni, für „Alles Bestens“ (Akademie für Kinder- und Jugendliteratur e.V.)
- 2006 Ver.di-Literaturpreis Berlin-Brandenburg für „Hör auf zu trommeln, Herz“
- 2006 Arbeitsstipendium der Kulturstiftung Preußische Seehandlung, Berlin
- 2005 „Lesepeter“ für „Kaninchen bringen Glück“
- 2001 Arbeitsstipendium, Kulturfonds Brandenburg
- 1999 Arbeitsstipendium der Kulturstiftung Preußische Seehandlung, Berlin
- 1996 Aufenthaltsstipendium (Alfred-Döblin-Haus, Wewelsfleth) Akademie der Künste, Berlin
- 1996 Hörfunkpreis der internationalen RIAS-Kommission für das Feature „San Francisco“
- 1994 Senat für kulturelle Angelegenheiten, Berlin (Künstlerhaus Schloss Wiepersdorf)